# Grace Anigbata
Grace Anigbata (Nigeria, 16 de septiembre de 1998) es una atleta nigeriana, especialista en la prueba de triple salto, en la que logró ser campeona africana en 2018

## Carrera deportiva
En el Campeonato Africano de Atletismo de 2018 celebrado en Asaba (Nigeria) ganó la medalla de oro en el triple salto, con una marca de 14.02 metros, por delante de la sudafricana Zinzi Chabangu (plata con 13.59 metros) y de la lesotense Lerato Sechele (bronce con 13.31 metros).